# Bonne Louise d'Avranches
De Bonne Louise d'Avranches is een zeer oude handpeer die nog maar weinig in Nederland wordt geteeld.
Het ras is in Frankrijk gekweekt door M. Longueval te Avranches en was reeds vóór 1780 in de handel.
De matig snel groeiende boom vormt een smalle, steil opgaande kroon met een sterke harttak.
Bonne Louise d'Avranches kan zichzelf niet bestuiven, maar kan wel parthenocarp vruchtzetten. De peer kan omstreeks half september geplukt worden.
De vrucht van Bonne Louise d'Avranches is klein, slank en groen met mooie donkerbruin-rode blos. Het is een iets zure, sappige handpeer met een aangenaam aroma.

Veredeling kan direct op Kwee A plaatsenvinden. Groeikracht is matig tot zwak en draagt en kortlot.

## Bewaring
De vrucht is in het koelhuis bij -0,5 tot 0°C tot eind oktober te bewaren.

## Ziekten en aantastingen
Bonne Louise d'Avranches is zeer vatbaar voor schurft (Venturia pirina), tamelijk vatbaar voor takschurft en bacterievuur (Erwinia amylovora). Op kalkrijke gronden is de boom zeer gevoelig voor chlorose.